# 스코샤호에 의한 태평양과 남대서양 사이의 자연적 경계

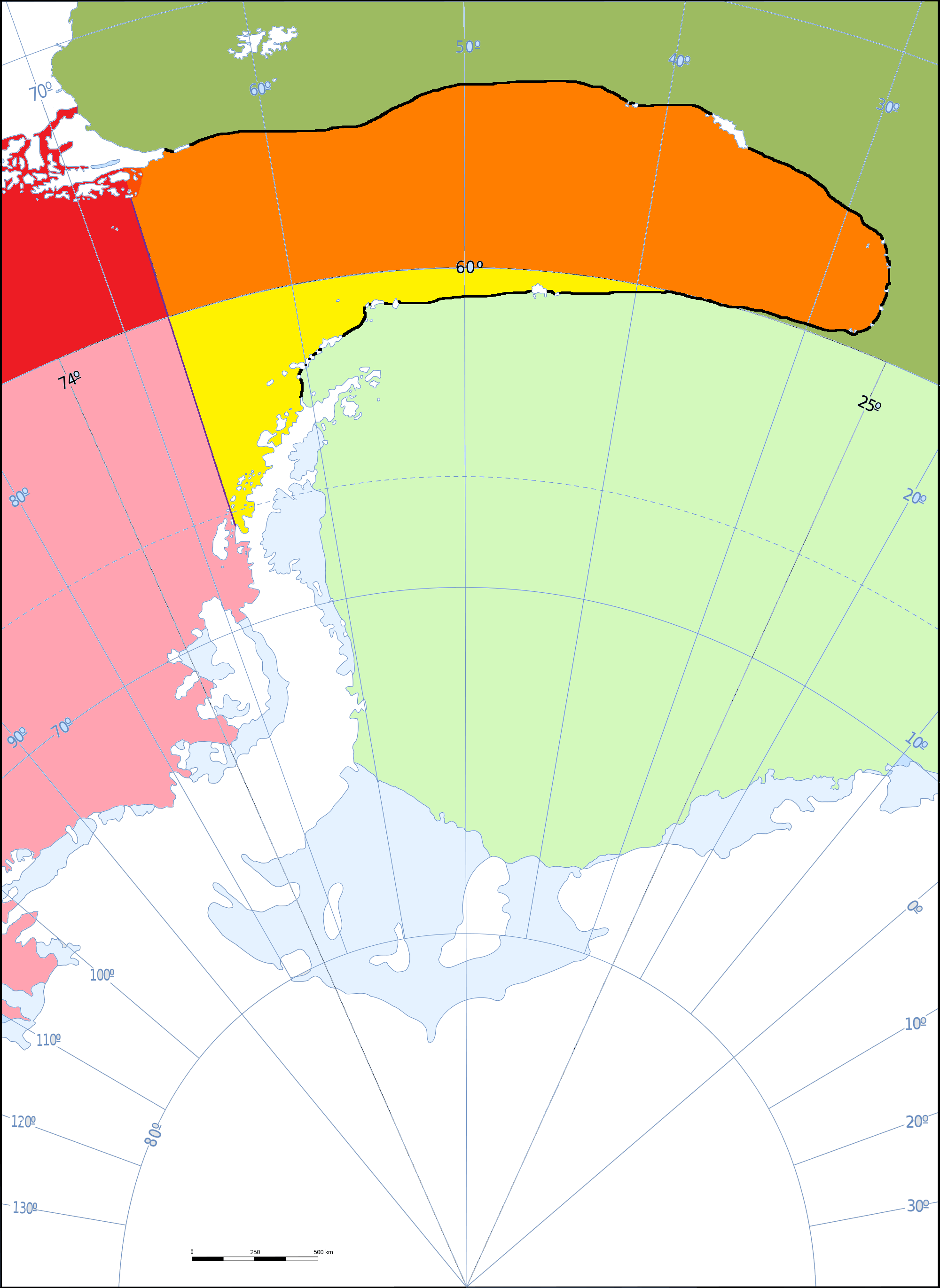
《스코샤호에 의한 태평양과 남대서양 사이의 자연적 경계》에 대한 논문에서 제시된 제안을 보여주는 개략도
IHO에 따른 전통적인 태평양
IHO에 따른 전통적 태평양으로, 남극해의 일부가 됨
이 이론에 따르면 태평양에 속하는 전통적인 대서양(IHO에 따름) 부분
이 이론에 따르면 태평양에 속하며 남극해의 일부가 되는 전통적인 대서양(IHO에 따름) 부분
전통적인 대서양(IHO에 따름)
전통적인 대서양(IHO에 따름) 부분으로, 남극해의 일부가 됨

스코샤호에 의한 태평양과 남대서양 사이의 자연적 경계(스페인어: Delimitación natural entre los océanos Pacífico y Atlántico Sur por el arco de las Antillas Australes)는 1952년 칠레에서 개발된 수문학적 개념으로, 남동 태평양과 남서 대서양 사이의 경계가 혼곶의 자오선이 아니라 티에라델푸에고 제도와 남극 대륙을 잇는 해저 산맥인 스코샤호의 선을 따라야 한다고 주장했다.

## 기원
이 아이디어는 1952년 몬테카를로에서 열린 국제 수로국(이후 국제 수로 기구) 제4차 회의에서 칠레 대표단이 처음 제안했으며, 1954년 로마에서 열린 국제측지지구물리연맹 제10차 총회에서 국제 물리 해양학 협회에 공식적으로 제출되었다. 이 제안은 1957년 부에노스아이레스 회의에서 연구하기로 결정되었지만 실행되지 않았다. 이 논문은 1957년 토론토에서 다시 발표되었다.

## 과학 이론
이 논문의 최종 완성본은 칠레 해군 제독 라파엘 산티바녜스 에스코바르의 1952년 저서에 실려 있다. 이는 남동태평양의 수역 특성과 동쪽으로 스코샤호, 서쪽으로 드레이크 해협으로 경계 지어진 수역(일명 스코샤해이며, 아르헨티나와 칠레가 1984년 체결한 평화친교조약으로 경계가 정해진 티에라델푸에고섬 남쪽의 미정 해역에 합의한 명칭인 남극 해역으로도 불림) 사이의 상관관계를 보여주는 과학적 연구를 바탕으로 했다. 분석된 모든 변수에서 등가성이 제시되어 생물학적(예: 식물상 및 해양 동물군), 지형학적(예: 깊이, 기질의 종류 및 형태), 수문학적(온도, 색상, 점도, 밀도 및 염도) 측면에서 유사한 특성을 보여준다.
조수와 관련하여, 티에라델푸에고섬의 리오그란데와 같은 남서쪽 남대서양의 조수는 일반적으로 12~15 m 또는 그 이상의 큰 조수 간만의 차이를 보인다. 반면에 산디에고곶 남쪽과 남서쪽으로 뻗어있는 지역의 조수는 남동 남태평양의 조수 체계와 더 밀접하게 일치하며, 조수 간만의 차이가 작아 피크톤섬 앞 해안에서도 1.5 m를 넘지 않는다. 이는 스코샤 분지가 항상 태평양에서 유입되는 물로 채워져 있기 때문인데, 남아메리카 최남단의 지형적 형태가 남동쪽으로 기울어져 있고 남극반도는 북동쪽으로 기울어져 있기 때문이다. 이 두 융기된 육지는 거대한 깔때기를 형성하여 남극순환류가 흐르며, 이 해류는 남동 태평양의 물을 서쪽에서 동쪽으로 남서 대서양으로 운반한다. 드레이크 해협에서 이 해류의 한 지류가 동북동 방향으로 갈라져 태평양의 물을 북서쪽에서 흐르는 대서양의 브라질 해류에서 형성되는 남대서양 해류 쪽으로 운반한다. 후자의 물은 스코샤해 밖에서 태평양에서 유래한 물과 합쳐진다.

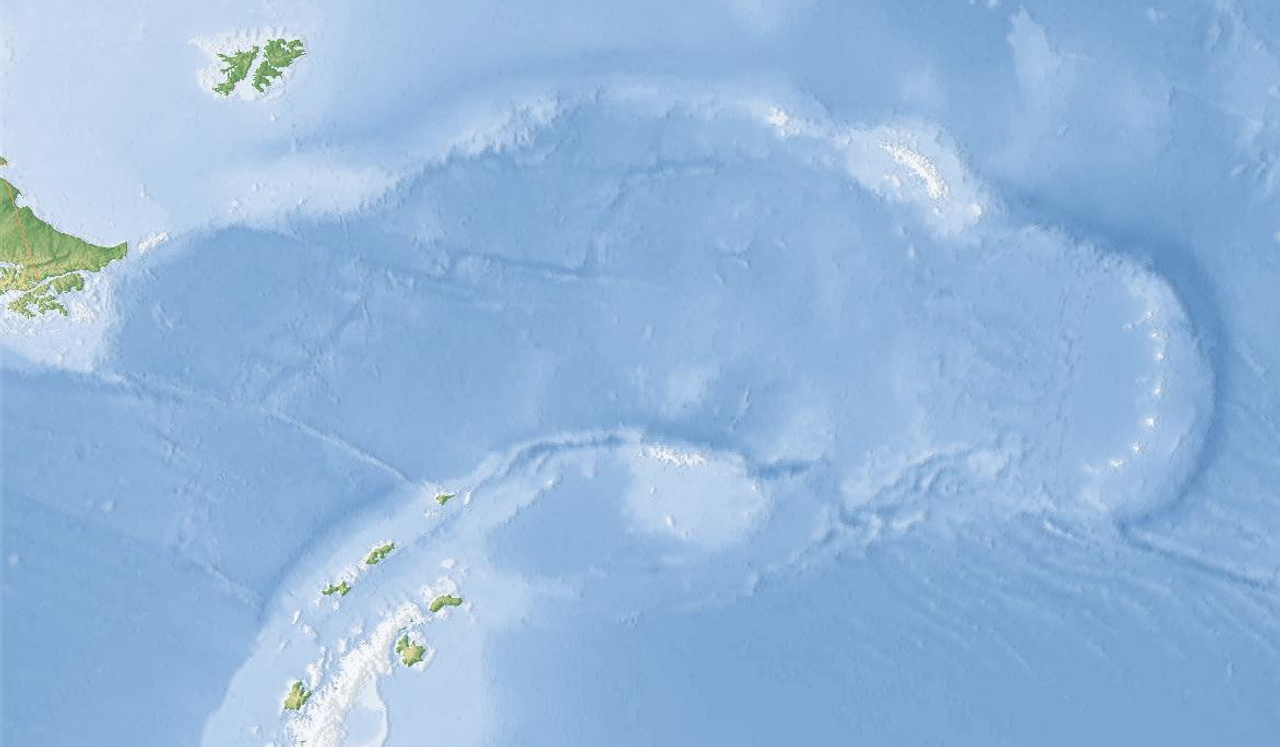
이 논문에 따른 태평양과 남대서양 사이의 경계인 스코샤호

따라서 남태평양과 남대서양 사이의 공식적인 경계는 혼곶과 같은 자오선이 아니라, 자연적으로 발생하는 지형학적 특징에 의해 형성된 자연적 구분이 적용되어야 하며, 인간의 관습으로 만들어진 경계를 자연 자체가 그려낸 경계로 바꾸어야 한다는 주장이 제기된다. 이 새로운 해양 지리적 경계는 안데스산맥과 더 넓게는 아메리카 산계의 가라앉은 연속체이며 남극반도의 안타르칸데스 산맥과 연결되는 해양 화산호이자 해저 산맥인 스코샤호 위에 놓인다. 지질학적으로는 강력한 화산 활동과 상당한 지진 활동을 동반하는 젊은 조산계이다.
스코샤호의 능선은 최소 4,350 km 길이의 뚜렷한 호를 형성한다. 이 호는 로스에스타도스섬의 가장 동쪽 봉우리에서 시작하여 버드우드 뱅크를 따라 계속 동쪽으로 이어지며, 새그 록스, 사우스조지아섬, 사우스샌드위치 제도, 사우스오크니 제도, 사우스셰틀랜드 제도를 포함하는 남안틸레스 제도라고 불리는 군도로 이어져 남극반도를 형성한다.
동쪽으로는 해수면 아래 8,325 m 깊이의 심해 사우스샌드위치 해구가 경계를 이룬다. 지구의 지각의 주름을 형성하여 이 능선을 형성하는 것은 지각판인 남아메리카판, 남극판, 스코샤판의 충돌이다.

## 정치적 고려사항
이 아이디어가 제시된 후, 칠레 정부는 특히 비글 분쟁과 관련하여 남부 해양 분쟁에 대한 입장을 밝혔다. 따라서 칠레는 티에라델푸에고섬과 로스에스타도스섬의 해안이 태평양에 속하는 물로 덮여 있다고 주장하며, 아르헨티나가 국제법상 양국 간의 해상 경계를 결정하기 위한 원칙의 일부로 제안했던 양대양 원칙에 대한 주장을 반박했다.

## 현재의 해양 경계
국제 사회에서는 두 해양의 통상적인 경계를 혼곶의 자오선으로 간주한다. 적어도 이 곶에서 남쪽으로는 그렇고, 아마도 이 곶 북쪽 티에라델푸에고섬까지도 그렇다.
해양 경계가 그곳에 위치한 작은 섬과 큰 섬으로 직선으로 이어지는지 아니면 어떤 식으로든 그 섬들을 둘러싸는지 명확하지 않다. 일부 전문가, 특히 과거에는 서쪽에서 동쪽으로 이어지는 스코샤호의 부분이 대서양과 남극해 사이의 경계선으로 간주되었다. 남극해는 일반적으로 북쪽에서 더 남쪽 위도로 제한된다.
연구원 후안 이그나시오 이핀자 마요르와 세도미르 마랑구닉 다미아노비치가 태평양과 대서양의 분리가 섀클턴 파쇄대, 즉 자연적인 해저 단층선과 중앙해령, 그리고 스코샤판과 남극판 사이의 지각 경계선으로 구분될 수 있다고 제안하면서 경쟁적이고 과학적으로도 유효한 두 해양 간의 경계가 제시되었다. 이 경계는 드레이크 해협을 가로질러 남아메리카 대륙붕의 남쪽 끝에서 사우스셰틀랜드 제도까지 거의 직선으로 북서쪽에서 남동쪽으로 이어진다. 이는 스코샤호에 따른 경계보다 해양 경계선을 훨씬 더 서쪽으로 이동시킨다.

## 같이 보기
- 섀클턴 파쇄대에 의한 태평양과 남대서양 사이의 자연적 경계
- 스코샤판
- 사우스조지아 사우스샌드위치 제도 영유권 분쟁
- 대양의 경계